# Classe ATC G04
La classe ATC G04, dénommée « Médicaments urologiques », est un sous-groupe thérapeutique de la classification anatomique, thérapeutique et chimique, développée par l'OMS pour classer les médicaments et autres produits médicaux. La classe ATC vétérinaire correspondante dans la classification ATCvet est QG04. Le sous-groupe présenté ici est celui établi par l'OMS, et peut donc différer des versions dérivées utilisées dans certains pays. Il fait partie du groupe anatomique G de la classification, intitulé « Système génito-urinaire et hormones sexuelles ».

## G04B Autres médicaments urologiques, antispasmodiques inclus

### G04BA Acidifiants
G04BA01 Chlorure d'ammonium
G04BA03 Chlorure de calcium
« QG04BA90 » Méthionine

### G04BC Solubilisants des calculs urinaires
Vide.

### G04BD Antispasmodiques urinaires
G04BD01 Émépronium (en)
G04BD02 Flavoxate
G04BD03 Méladrazine (en)
G04BD04 Oxybutynine
G04BD05 Térodiline (en)
G04BD06 Propivérine (en)
G04BD07 Toltérodine
G04BD08 Solifénacine
G04BD09 Trospium
G04BD10 Darifénacine
G04BD11 Fesoterodine
G04BD12 Mirabegron
G04BD13 Desfésotérodine

### G04BE Médicaments utilisés dans les troubles de l'érection
G04BE01 Alprostadil
G04BE02 Papavérine
G04BE03 Sildénafil
G04BE04 Yohimbine
G04BE06 Moxisylyte (en)
G04BE07 Apomorphine
G04BE08 Tadalafil
G04BE09 Vardénafil
G04BE10 Avanafil
G04BE11 Udénafil (en)
G04BE30 Associations
G04BE52 Papavérine, associations

### QG04BQ Alcalinisants
« QG04BQ01 » Bicarbonate de sodium

### G04BX Autres médicaments urologiques
G04BX01 Hydroxyde de magnésium
G04BX03 Acide acétohydroxamique
G04BX06 Phénazopyridine
G04BX10 Succinimide
G04BX11 Collagène
G04BX12 Phényl salicylate (en)
G04BX13 Diméthylsulfoxyde
G04BX14 Dapoxétine
G04BX15 Pentosane polysulfate de sodium (en), en voie oral, vendu sous le nom commercial Elmiron contre les syndromes de la vessie douloureuse, cette molécule a été ajoutée (avec 11 autres) en 2020 à la liste noire des médicaments aux effets indésirables disproportionnés par rapport à leur faible efficacité ou à la bénignité de la situation clinique dans laquelle ils sont autorisés (liste publiée annuellement par la revue médicale Prescrire).
G04BX16 Tiopronine
« QG04BX56 » Phénazopyridine, associations
« QG04BX90 » Éphédrine
« QG04BX91 » Phénylpropanolamine

## G04C Médicaments utilisés dans l'hypertrophie bénigne de la prostate

### G04CA Alphabloquants
G04CA01 Alfuzosine
G04CA02 Tamsulosine
G04CA03 Térazosine
G04CA04 Silodosine
G04CA51 Alfuzosine et finastéride
G04CA52 Tamsulosine et dutastéride
G04CA53 Alfuzosine et solifénacine

### G04CB Inhibiteurs de l'alpha-5-testostérone réductase
G04CB01 Finastéride
G04CB02 Dutastéride

### G04CX Autres médicaments utilisés dans l'hypertrophie bénigne de la prostate
G04CX01 Prunus africanae cortex
G04CX02 Sabalis serrulatae fructus
G04CX03 Mépartricine (en)
« QG04CX90 » Osatérone (en)